# Zeb/rolfes.schierenbeck.associates
zeb.rolfes.schierenbeck.associates (zeb) jest międzynarodowym przedsiębiorstwem doradztwa strategicznego z siedzibą główną w Münster w Niemczech, specjalizującym się w doradztwie dla sektora finansowego. zeb dostarcza instytucjom finansowym kompleksowe wsparcie w kluczowych obszarach działalności, takich jak: opracowanie strategii, rozwój modeli sprzedaży, projektowanie i optymalizacja procesów biznesowych, controlling i zarządzanie ryzykiem.

## Historia

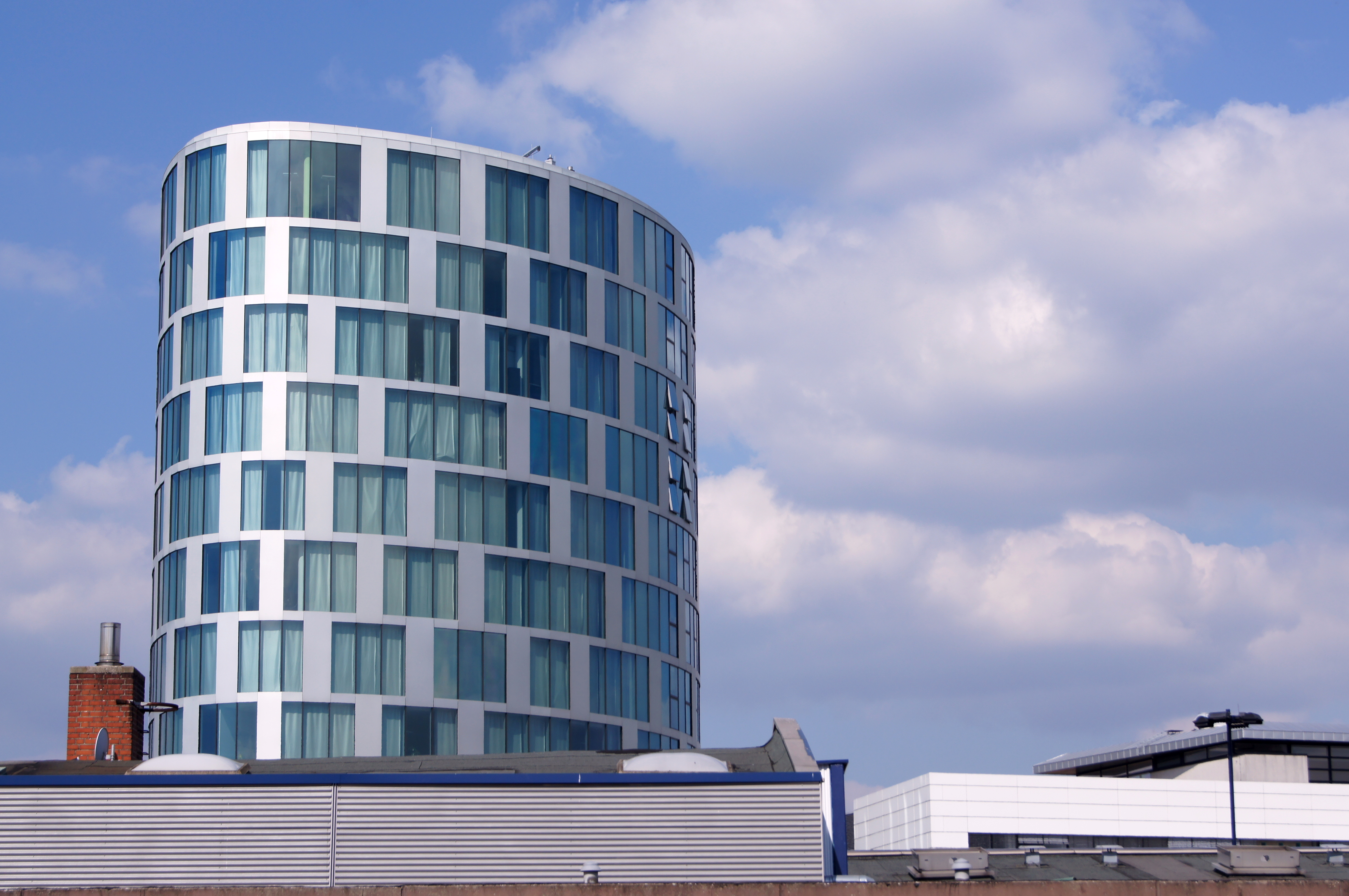
Siedziba zeb w Münster

zeb został założony przez Bernda Rolfesa oraz Hennera Schierenbecka, profesorów Uniwersytetu w Münsterze, pod nazwą „Zentrum für ertragsorientiertes Bankmanagement” (w skrócie zeb). Podstawą działalności przedsiębiorstwa było doradztwo dla sektora bankowego w Niemczech, z czasem umacniając swoją pozycję w doradztwie dla sektora finansowego na terenie krajów niemieckojęzycznych. W 1997 roku założone zostały pierwsze zagraniczne oddziały przedsiębiorstwa w Wiedniu oraz Zurychu, a następnym roku biura w Berlinie oraz Frankfurcie. W następnej kolejności zeb poszerzył swoją działalność na biura w innych europejskich miastach, takich jak: Monachium, Warszawa, Budapeszt, Hamburg, Kijów, Praga i Luksemburg. W 2012 roku doszło do przejęcia skandynawskiego przedsiębiorstwa doradczego Crescore, dzięki czemu pozyskane zostały 3 nowe biura w Sztokholmie, Oslo i Kopenhadze. W 2017 zostały otwarte biura w Londynie i Amsterdamie.

## Wyróżnienia
W 2010 roku zeb znalazł się na 1. miejscu w rankingu Lünendonk GmbH, w kategorii przedsiębiorstwa konsultingowe średniej wielkości oraz na 14. miejscu Top 25 przedsiębiorstw konsultingowych w Niemczech.